# Distocupes varians
Distocupes varians — вид жуков из семейства лакомок. Единственный представитель рода Distocupes.
Другие авторы относят данный вид к роду Cupes как Cupes varians Lea.
Эндемик восточной части Австралии, включая Тасманию. Длина около 12 мм. Цвет варьируется от тёмно-коричневого до чёрного, насекомое покрыто более светлыми чешуйками. Биология не изучена.